# UseBB
UseBB is een opensource internetforum dat gebruikmaakt van PHP 4 en MySQL en dat gratis onder de GPL-licentie wordt verdeeld. Het is bedoeld als een licht pakket voor kleine tot middelgrote websites. In tegenstelling tot de meeste andere pakketten is het aantal functies beperkt gebleven maar is er meer aandacht besteed aan de gebruiksvriendelijkheid.
Enkele belangrijke functies:
- Ondersteuning voor vele tekensets (karaktersets)
- Abonneren op onderwerpen
- RSS-feeds per forum en onderwerp
- Zoekmachine-vriendelijke URL's
- Single forum-mode
- Modules voor de administratie-interface
- Lay-out aanpasbaar door middel van templates
- Valide XHTML- en CSS

De huidige versies (1.0) bevatten geen ondersteuning voor privéberichten, gebruikersgroepen of subforums.

## Laatste versies
- 1.0: 1.0.16 (vrijgegeven op 11 januari 2013)
- 2.0: gepland, maar geannuleerd in oktober 2012[1]

## Geschiedenis
Het UseBB-project werd op 22 oktober 2003 door Dietrich Moerman opgestart en is sinds het begin geregistreerd op SourceForge.net. Hier staan onder meer de officiële downloads.

## Toekomst
Omdat de codebase van de 1.0-branch niet toelaat snel nieuwe functionaliteit te ontwikkelen, wordt een nieuwe versie ontwikkeld (2.0) die meer gebruikmaakt van de OOP-mogelijkheden van PHP 5. Hierbij komt ook de mogelijkheid om plug-ins te ontwikkelen voor het systeem en kan er eenvoudiger gebruikgemaakt worden van nieuwe technologieën zoals Ajax.